# Somewhere Before
Somewhere Before è un album dal vivo del musicista statunitense Keith Jarrett, pubblicato nel 1969.

## Tracce
Tutte le tracce sono di Keith Jarrett, eccetto dove indicato.

1. My Back Pages (Bob Dylan) - 5:24
2. Pretty Ballad - 3:30
3. Moving Soon - 4:24
4. Somewhere Before - 6:50
5. New Rag - 5:40
6. A Moment for Tears - 3:07
7. Pouts' Over (And the Day's Not Through) - 4:35
8. Dedicated to You (Sammy Cahn, Saul Chaplin, Hy Zaret) - 5:00
9. Old Rag - 2:37